# Torre di Ito
La Torre di Ito (in olandese Ito-toren) è un edificio utilizzato per ospitare uffici alto 100 metri situato nella capitale olandese Amsterdam. L'edificio fa parte del complesso Mahler4.